# Straat Lombok
De Straat Lombok is een Indonesische zeestraat tussen de eilanden Bali en Lombok. De zeestraat vormt de grens tussen de Indonesische provincies Bali en West-Nusa Tenggara. Hij verbindt de Balizee met de Indische Oceaan.
Aan de zuidkant is de zeestraat het smalst, amper 18 km; aan de noordkant van de zeestraat is de opening 40 km. De totale lengte van Straat Lombok is 60 km. Doordat Straat Lombok dieper is dan de Straat Malakka wordt de Straat Lombok gebruikt door schepen die groter zijn dan de Malaccamax-norm (diepgang van maximaal 25 meter).
Straat Lombok is onderdeel van de Wallacelijn, die de zoögeografische regio's van Azië en Australazië van elkaar scheidt.